# Alberto Martín
Pour les articles homonymes, voir Martín.
Alberto Martín, né le 20 août 1978 à Barcelone, est un joueur espagnol de tennis professionnel de 1995 à 2010.

## Carrière
Il réside actuellement à Barcelone. Il est droitier, mesure 1,74 m pour 73 kg.
Il a atteint la 34e place mondiale en juin 2001 et fut en huitièmes de finale à Roland-Garros en 2006.
En 2007, à l'Open d'Australie, il égale le record de la plus large défaite dans ce tournoi en se voyant infliger 17 jeux de suite par Andy Murray, qui va ainsi mener 6-0 6-0 5-0 (score final 6-0 6-0 6-1), au premier tour.
Il a arrêté sa carrière en juillet 2010, à 31 ans, à cause d'une blessure nécessitant une opération.

## Palmarès

### Titres en simple messieurs
| No | Date       | Nom et lieu du tournoi           | Catégorie   | Dotation  | Surface      | Finaliste        | Score         |          |
| -- | ---------- | -------------------------------- | ----------- | --------- | ------------ | ---------------- | ------------- | -------- |
| 1  | 22-03-1999 | Grand-Prix Hassan II, Casablanca | Int' Series | 215 000 $ | Terre (ext.) | Fernando Vicente | 6-3, 6-4      | Parcours |
| 2  | 27-09-1999 | Gelsor Open Romania, Bucarest    | Int' Series | 325 000 $ | Terre (ext.) | Karim Alami      | 6-2, 6-3      | Parcours |
| 3  | 30-04-2001 | Mallorca Open, Palma de Majorque | Int' Series | 475 000 $ | Terre (ext.) | Guillermo Coria  | 6-3, 3-6, 6-2 | Parcours |

### Finales en simple messieurs
| No | Date       | Nom et lieu du tournoi       | Catégorie   | Dotation  | Surface      | Vainqueur     | Score          |          |
| -- | ---------- | ---------------------------- | ----------- | --------- | ------------ | ------------- | -------------- | -------- |
| 1  | 14-02-2005 | Brasil Open, Costa do Sauípe | Int' Series | 355 000 $ | Terre (ext.) | Rafael Nadal  | 6-0, 62-7, 6-1 | Parcours |
| 2  | 20-02-2006 | Brasil Open, Costa do Sauípe | Int' Series | 355 000 $ | Terre (ext.) | Nicolás Massú | 6-3, 6-4       | Parcours |

### Titres en double messieurs
| No | Date       | Nom et lieu du tournoi       | Catégorie   | Dotation  | Surface      | Partenaire        | Finalistes                       | Score            |          |
| -- | ---------- | ---------------------------- | ----------- | --------- | ------------ | ----------------- | -------------------------------- | ---------------- | -------- |
| 1  | 11-09-2000 | Gelsor Open Romania Bucarest | Int' Series | 350 000 $ | Terre (ext.) | Eyal Ran          | Devin Bowen Mariano Hood         | 7-64, 6-1        | Parcours |
| 2  | 17-07-2006 | Dutch Open Tennis Amersfoort | Int' Series | 355 000 $ | Terre (ext.) | Fernando Vicente  | Lucas Arnold Ker Christopher Kas | 6-4, 6-3         | Parcours |
| 3  | 16-02-2009 | Copa Telmex Buenos Aires     | ATP 250     | 531 000 $ | Terre (ext.) | Marcel Granollers | Nicolás Almagro Santiago Ventura | 6-3, 5-7, [10-8] | Parcours |

### Finales en double messieurs
| No | Date       | Nom et lieu du tournoi                       | Catégorie    | Dotation  | Surface      | Vainqueurs                      | Partenaire       | Score      |          |
| -- | ---------- | -------------------------------------------- | ------------ | --------- | ------------ | ------------------------------- | ---------------- | ---------- | -------- |
| 1  | 08-09-1997 | Bournemouth International Bournemouth        | World Series | 375 000 $ | Terre (ext.) | Kent Kinnear Aleksandar Kitinov | Chris Wilkinson  | 7-6, 6-2   |          |
| 2  | 04-10-1999 | Campionati Internazionali di Sicilia Palerme | Int' Series  | 325 000 $ | Terre (ext.) | Mariano Hood Sebastián Prieto   | Lan Bale         | 6-3, 6-1   | Parcours |
| 3  | 01-05-2000 | Mallorca Open Palma de Majorque              | Int' Series  | 475 000 $ | Terre (ext.) | Michaël Llodra Diego Nargiso    | Fernando Vicente | 7-62, 7-63 | Parcours |

## Parcours dans les tournois duGrand Chelem

### En simple
| Année | Open d'Australie | Open d'Australie | Internationaux de France | Internationaux de France | Wimbledon       | Wimbledon     | US Open         | US Open       |
| ----- | ---------------- | ---------------- | ------------------------ | ------------------------ | --------------- | ------------- | --------------- | ------------- |
| 1997  | —                | —                | 1er tour (1/64)          | C. Moyà                  | —               | —             | —               | —             |
| 1998  | 1er tour (1/64)  | D. Sanguinetti   | —                        | —                        | —               | —             | —               | —             |
| 1999  | 1er tour (1/64)  | G. Raoux         | 1er tour (1/64)          | P. Korda                 | 3e tour (1/16)  | A. Agassi     | 1er tour (1/64) | I. Kafelnikov |
| 2000  | 1er tour (1/64)  | L. Tieleman      | 1er tour (1/64)          | À. Corretja              | 2e tour (1/32)  | N. Godwin     | 1er tour (1/64) | J. Novák      |
| 2001  | 2e tour (1/32)   | A. Clément       | 2e tour (1/32)           | G. Cañas                 | 1er tour (1/64) | B. Black      | 1er tour (1/64) | K. Pless      |
| 2002  | 3e tour (1/16)   | M. Ríos          | 2e tour (1/32)           | F. Vicente               | 2e tour (1/32)  | A. Roddick    | 2e tour (1/32)  | T. Enqvist    |
| 2003  | 3e tour (1/16)   | J. Blake         | 1er tour (1/64)          | F. Saretta               | 1er tour (1/64) | W. Arthurs    | 3e tour (1/16)  | R. Schüttler  |
| 2004  | 2e tour (1/32)   | J. Johansson     | 1er tour (1/64)          | T. Robredo               | 1er tour (1/64) | F. Santoro    | 2e tour (1/32)  | Lee H-t.      |
| 2005  | 1er tour (1/64)  | R. Mello         | 1er tour (1/64)          | C. Moyà                  | 1er tour (1/64) | G. Rusedski   | 1er tour (1/64) | R. Gasquet    |
| 2006  | —                | —                | 1/8 de finale            | J. Benneteau             | 2e tour (1/32)  | D. Toursounov | 1er tour (1/64) | K. Pless      |
| 2007  | 1er tour (1/64)  | A. Murray        | —                        | —                        | —               | —             | —               | —             |
| 2008  | —                | —                | —                        | —                        | —               | —             | —               | —             |
| 2009  | 1er tour (1/64)  | V. Troicki       | 1er tour (1/64)          | R. Federer               | 1er tour (1/64) | M. Čilić      | 1er tour (1/64) | D. Ferrer     |

N.B. : à droite du résultat se trouve le nom de l'ultime adversaire.

### En double
| Année | Open d'Australie             | Open d'Australie         | Internationaux de France    | Internationaux de France  | Wimbledon                   | Wimbledon                 | US Open                    | US Open                     |
| ----- | ---------------------------- | ------------------------ | --------------------------- | ------------------------- | --------------------------- | ------------------------- | -------------------------- | --------------------------- |
| 1998  | 1er tour (1/32) J. Burillo   | S. Draper J. Stoltenberg | 2e tour (1/16) T. Anzari    | J. Björkman P. Rafter     | —                           | —                         | —                          | —                           |
| 1999  | 1er tour (1/32) T. Anzari    | E. Ferreira R. Leach     | 1er tour (1/32) P. Rosner   | W. Black S. Stolle        | 1er tour (1/32) E. Ran      | B. Kokavec G. Trifu       | 1er tour (1/32) J. Sánchez | D. Johnson C. Suk           |
| 2000  | 1er tour (1/32) M. Rodríguez | M. Barnard C. Haggard    | 1er tour (1/32) C. Suk      | S. Huet C. Saulnier       | 2e tour (1/16) P. Kilderry  | A. O'Brien J. Palmer      | 1er tour (1/32) E. Ran     | J. Balcells J. I. Carrasco  |
| 2001  | 2e tour (1/16) E. Ran        | D. Nestor S. Stolle      | 2e tour (1/16) M. Rodríguez | M. Knowles B. MacPhie     | 1er tour (1/32) F. Čermák   | T. Shimada M. Wakefield   | —                          | —                           |
| 2002  | 2e tour (1/16) A. Costa      | D. Johnson J. Palmer     | —                           | —                         | —                           | —                         | —                          | —                           |
| 2003  | 1er tour (1/32) D. Sánchez   | O. Fukárek P. Luxa       | 1er tour (1/32) D. Ferrer   | P. Haarhuis I. Kafelnikov | 1er tour (1/32) D. Ferrer   | S. Draper P. Luczak       | 1er tour (1/32) N. Massú   | R. Sluiter M. Verkerk       |
| 2004  | 2e tour (1/16) A. Portas     | W. Black K. Ullyett      | 1er tour (1/32) D. Ferrer   | R. Leach B. MacPhie       | 1er tour (1/32) A. Montañés | J. Björkman T. Woodbridge | 2e tour (1/16) D. Sánchez  | W. Black K. Ullyett         |
| 2005  | 1er tour (1/32) A. Calleri   | J. Benneteau N. Mahut    | 2e tour (1/16) R. Koenig    | J. Björkman M. Mirnyi     | 1er tour (1/32) J. Acasuso  | J. Knowle J. Melzer       | 1er tour (1/32) T. Zíb     | J. Björkman M. Mirnyi       |
| 2006  | —                            | —                        | 1/4 de finale P. Starace    | J. Björkman M. Mirnyi     | 1er tour (1/32) R. Ramírez  | I. Labadze D. Vemić       | 1er tour (1/32) P. Starace | M. Fyrstenberg M. Matkowski |
| 2007  | 2e tour (1/16) P. Starace    | J. Knowle J. Melzer      | —                           | —                         | —                           | —                         | —                          | —                           |

N.B. : le nom du ou de la partenaire se trouve sous le résultat ; le nom des ultimes adversaires se trouve à droite.

## Parcours dans lesMasters 1000
| Année | Indian Wells           | Miami                 | Monte-Carlo                 | Rome                        | Hambourg puis Madrid    | Canada                   | Cincinnati                  | Stuttgart puis Madrid puis Shanghai | Paris             |
| ----- | ---------------------- | --------------------- | --------------------------- | --------------------------- | ----------------------- | ------------------------ | --------------------------- | ----------------------------------- | ----------------- |
| 1997  | —                      | —                     | —                           | —                           | 2e tour W. Ferreira     | —                        | —                           | —                                   | —                 |
| 1998  | —                      | —                     | —                           | —                           | —                       | —                        | —                           | —                                   | —                 |
| 1999  | —                      | —                     | —                           | —                           | —                       | 1er tour D. Nestor       | 2e tour G. Kuerten          | —                                   | —                 |
| 2000  | 1er tour B. Black      | 1er tour J. Novák     | —                           | —                           | 2e tour Y. El Aynaoui   | —                        | —                           | 1er tour R. Krajicek                | —                 |
| 2001  | —                      | 2e tour F. Clavet     | 1/4 de finale G. Coria      | —                           | 1/4 de finale A. Portas | 1/8 de finale A. Clément | 1/8 de finale I. Kafelnikov | 1er tour M. Philippoussis           | 1er tour J. Novák |
| 2002  | 1er tour M. Safin      | 1er tour L. Horna     | 1/8 de finale A. Costa      | 1er tour M. Safin           | 2e tour M. Safin        | —                        | —                           | —                                   | —                 |
| 2003  | —                      | 1er tour F. Saretta   | 1/4 de finale J. C. Ferrero | 2e tour R. Štěpánek         | 1er tour F. Mantilla    | 1er tour P. Srichaphan   | —                           | 1er tour J. I. Chela                | —                 |
| 2004  | 2e tour J. I. Chela    | 1er tour S. Koubek    | 1/4 de finale M. Safin      | 1er tour C. Moyà            | 2e tour C. Moyà         | —                        | —                           | —                                   | —                 |
| 2005  | 1er tour J. Blake      | 2e tour I. Ljubičić   | 1/8 de finale G. Coria      | 1/4 de finale D. Ferrer     | 1er tour M. Safin       | 1er tour A. Agassi       | 1er tour J. I. Chela        | 2e tour I. Ljubičić                 | —                 |
| 2006  | 1er tour P. Goldstein  | 2e tour A. Roddick    | 2e tour R. Federer          | 1/8 de finale D. Nalbandian | 1er tour G. Gaudio      | 1er tour A. Clément      | 1er tour N. Almagro         | —                                   | —                 |
| 2007  | 1er tour P.-H. Mathieu | 1er tour T. Johansson | —                           | —                           | —                       | —                        | —                           | —                                   | —                 |
| 2008  | —                      | —                     | —                           | —                           | 1er tour S. Wawrinka    | —                        | —                           | —                                   | —                 |
| 2009  | —                      | —                     | 1er tour V. Hănescu         | —                           | —                       | —                        | —                           | —                                   | —                 |

N.B. : sous le résultat se trouve le nom de l’ultime adversaire.